# Općine u kantonu Schaffhausen
Općine u kantonu Schaffhausen U kantonu Schaffhausen postoje 32 općine (Stanje: travanj 2008.).

### A
- Altdorf

### B
- Bargen (Schaffhausen), Beggingen, Beringen SH, Bibern (Schaffhausen), Buch (Schaffhausen), Buchberg (Schaffhausen), Büttenhardt

### D
- Dörflingen

### G
- Gächlingen, Guntmadingen

### H
- Hallau, Hemishofen, Hemmental, Hofen

### L
- Lohn SH, Löhningen

### M
- Merishausen

### N
- Neuhausen am Rheinfall, Neunkirch

### O
- Oberhallau, Opfertshofen

### R
- Ramsen, Rüdlingen

### S
- Schaffhausen, Schleitheim, Siblingen, Stein am Rhein, Stetten

### T
- Thayngen, Trasadingen

### W
- Wilchingen